# Bigna Windmüller
Bigna Windmüller (* 27. Februar 1991 in Meride) ist eine ehemalige Schweizer Skispringerin.

## Werdegang
Windmüller, die anfangs für den SC Wildhaus und später für den SSC Toggenburg startete und 2002 mit dem Skispringen begann, gab am 18. Januar 2006 in Toblach ihr internationales Debüt im Skisprung-Continental-Cup, der damals höchsten Klasse im Damenskispringen. Bereits im ersten Springen erreichte sie als 25. einen Platz in den Punkterängen. Bei den Junioren-Weltmeisterschaften 2006 in Kranj sprang sie auf Rang 18 von der Normalschanze.
Beim ersten Continental Cup der Saison 2006/07 in Klingenthal sprang Windmüller als Neunte erstmals unter die besten zehn. Am 16. Januar 2007 stand sie als Dritte in Toblach zum ersten Mal auf einem Continental-Cup-Podium. Da es ihr letzter Weltcup der Saison war, beendete sie diese auf Rang 23 in der Gesamtwertung. Bei den Schweizer Meisterschaften im Skispringen 2007 in Kandersteg sicherte sie sich hinter Salome Fuchs die Silbermedaille bei den Damen. In die Saison 2007/08 ging Windmüller erfolgreich mit durchweg guten Platzierungen in den Punkterängen. Bei den Junioren-Weltmeisterschaften 2008 in Zakopane sprang sie auf Rang 13 von der Normalschanze. Bereits fünf Tage zuvor hatte sie in Schönwald im Schwarzwald mit einem erneuten dritten Platz ihr zweites Podium gefeiert. Die Saison beendete Windmüller auf Rang 20 der Gesamtwertung.
Mit der Saison 2008/09 bestritt Windmüller ihre erfolgreichste Saison in dieser Serie. Nach ausschliesslich guten Punkterängen beendete sie die Saison auf Rang 13 der Gesamtwertung. Bei den Junioren-Weltmeisterschaften 2009 in Štrbské Pleso sprang sie auf den 18. Platz von der Normalschanze. Wenige Tage später gehörte sie zum Schweizer Kader bei der Nordischen Skiweltmeisterschaft 2009, wo das Damen-Skispringen erstmals auf dem Programm stand. Nach einem durchwachsenen Springen belegte Windmüller den 14. Rang.
Beim Sommer-Continental-Cup in Bischofsgrün erreichte Windmüller als Zweite ihr bis dahin bestes Resultat und feierte eine erneute Podiumsplatzierung. Es blieb ihr letzter Podestrang im Continental Cup. Bei den Junioren-Weltmeisterschaften 2010 in Hinterzarten verpasste sie nur knapp eine erste Medaille und belegte den vierten Platz von der Normalschanze.
Bei den Schweizer Meisterschaften im Skispringen 2010 in Einsiedeln war Windmüller die einzige Teilnehmerin und sicherte sich so nach 2009 ihren zweiten Schweizer Meistertitel. Im Sommer 2011 nahm Windmüller am Skisprung-Grand-Prix 2011 teil und erreichte dabei mehrfach Punkteplatzierungen. Am Ende errang sie mit vier Punkten den 39. Platz der Gesamtwertung.
In der ersten Weltcup-Saison 2011/12 legte sie eine Karrierepause ein. Folglich debütierte sie erst zu Beginn der zweiten Saison 2012/13 im Weltcup. Bereits im ersten Einzelweltcup in Lillehammer erreichte sie die Punkteränge. Auch bei den weiteren Springen landete Windmüller regelmässig in den Punkterängen. Bei der Nordischen Skiweltmeisterschaft 2013 im Val di Fiemme sprang sie auf Rang 23. Ihre erste Weltcup-Saison beendete sie wenig später auf dem 33. Platz der Weltcup-Gesamtwertung.
Ihre erfolgreichste Saison wurde zudem auch ihre letzte. In der Saison 2013/14 sicherte sich Windmüller mit dem dritten Rang im japanischen Zaō ihr erstes und einziges Weltcuppodium. Damit verbunden qualifizierte sie sich für die Olympischen Winterspiele 2014 in Sotschi. Bei der olympischen Premiere des Damenskispringens belegte sie als einzige schweizerische Teilnehmerin Rang 18.
Bei den Schweizer Meisterschaften im Skispringen 2013 im französischen Chaux-Neuve gewann Windmüller vor ihrer Schwester Sabrina Windmüller ihren dritten und letzten Schweizer Meistertitel. Zudem sicherte sie sich gemeinsam mit Luca Egloff, Pascal Egloff und Simon Ammann Silber als Mixed-Staffel im Team-Wettbewerb.
Nachdem sich Windmüller nach den Winterspielen eine Kreuzbandverletzung zugezogen hatte, gab sie am 18. März 2014 ihr Karriereende bekannt.

## Erfolge

### Weltcup-Platzierungen
| Saison  | Platz | Punkte |
| ------- | ----- | ------ |
| 2012/13 | 33.   | 071    |
| 2013/14 | 26.   | 171    |

### Grand-Prix-Platzierungen
| Saison | Platz | Punkte |
| ------ | ----- | ------ |
| 2012   | 39.   | 004    |
| 2013   | 39.   | 021    |

### Continental-Cup-Platzierungen
| Saison  | Platz | Punkte |
| ------- | ----- | ------ |
| 2005/06 | 56.   | 006    |
| 2006/07 | 23.   | 184    |
| 2007/08 | 20.   | 213    |
| 2008/09 | 13.   | 327    |
| 2009/10 | 21.   | 166    |
| 2010/11 | 44.   | 050    |